# جان میچا
جان میچا (انگلیسی: Juan Micha؛ زادهٔ ۲۸ ژوئیهٔ ۱۹۷۵) بازیکن فوتبال اهل گینه استوایی است.
از باشگاه‌هایی که در آن بازی کرده‌است می‌توان به اشاره کرد.
وی همچنین در تیم ملی فوتبال گینه استوایی بازی کرده‌است.